# 5.18記念公園
5.18記念公園（-きねんこうえん）は、韓国の光州広域市西区尚武新都心地区内の62,000坪あまりの土地に作られている公園である。公園内には国際会議場、大公演場、多目的室を備えた記念文化館と、5.18象徴の塔、5.18追慕空間などがある。5.18民主化運動に参加した市民が裁判を受けて服役した軍法廷、営倉が移転した後には望月洞5.18墓地と連携して民主化運動聖地の巡礼コースとして運営されており、2004年10月からは系統番号518番を振り当てられた路線バスが本公園と5.18墓地等とを結んで運行されている。
座標: 北緯35度09分19秒 東経126度51分25秒 / 北緯35.155267度 東経126.857049度

この記述には、ダウムからGFDLまたはCC BY-SA 3.0で公開される百科事典『グローバル世界大百科事典』をもとに作成した内容が含まれています。